# Scotina occulta
Scotina occulta är en spindelart som beskrevs av Kritscher 1996. Scotina occulta ingår i släktet Scotina och familjen månspindlar.
Artens utbredningsområde är Malta. Inga underarter finns listade i Catalogue of Life.